# Tympanota ceramica
Tympanota ceramica là một loài bướm đêm trong họ Geometridae.